# Beaufort (Savoia)
Beaufort (anomenat habitualment Beaufort-sur-Doron) és un municipi francès situat al departament de la Savoia i a la regió d'Alvèrnia-Roine-Alps. L'any 2007 tenia 2.218 habitants.

## Demografia

### Població
El 2007 la població de fet de Beaufort era de 2.218 persones. Hi havia 906 famílies de les quals 308 eren unipersonals (154 homes vivint sols i 154 dones vivint soles), 242 parelles sense fills, 291 parelles amb fills i 65 famílies monoparentals amb fills.
La població ha evolucionat segons el següent gràfic:
Habitants censats

### Habitatges
El 2007 hi havia 2.470 habitatges, 923 eren l'habitatge principal de la família, 1.439 eren segones residències i 108 estaven desocupats. 1.206 eren cases i 1.221 eren apartaments. Dels 923 habitatges principals, 573 estaven ocupats pels seus propietaris, 279 estaven llogats i ocupats pels llogaters i 72 estaven cedits a títol gratuït; 28 tenien una cambra, 146 en tenien dues, 215 en tenien tres, 236 en tenien quatre i 297 en tenien cinc o més. 676 habitatges disposaven pel capbaix d'una plaça de pàrquing. A 441 habitatges hi havia un automòbil i a 383 n'hi havia dos o més.

### Piràmide de població
La piràmide de població per edats i sexe el 2009 era:
| Homes | Edats   | Dones |
| ----- | ------- | ----- |
| 0     | 95 o +  | 0     |
| 0     | 90 a 94 | 0     |
| 20    | 85 a 89 | 24    |
| 12    | 80 a 84 | 20    |
| 16    | 75 a 79 | 40    |
| 24    | 70 a 74 | 64    |
| 44    | 65 a 69 | 52    |
| 44    | 60 a 64 | 56    |
| 76    | 55 a 59 | 40    |
| 44    | 50 a 54 | 92    |
| 116   | 45 a 49 | 80    |
| 80    | 40 a 44 | 76    |
| 72    | 35 a 39 | 72    |
| 76    | 30 a 34 | 52    |
| 72    | 25 a 29 | 56    |
| 32    | 20 a 24 | 64    |
| 72    | 15 a 19 | 52    |
| 96    | 10 a 14 | 56    |
| 68    | 5 a 9   | 48    |
| 40    | 0 a 4   | 32    |

## Economia
El 2007 la població en edat de treballar era de 1.488 persones, 1.135 eren actives i 353 eren inactives. De les 1.135 persones actives 1.108 estaven ocupades (608 homes i 500 dones) i 27 estaven aturades (14 homes i 13 dones). De les 353 persones inactives 131 estaven jubilades, 124 estaven estudiant i 98 estaven classificades com a «altres inactius».

### Ingressos
El 2009 a Beaufort hi havia 901 unitats fiscals que integraven 2.114 persones, la mediana anual d'ingressos fiscals per persona era de 18.044 €.

### Activitats econòmiques
Dels 269 establiments que hi havia el 2007, 5 eren d'empreses extractives, 8 d'empreses alimentàries, 2 d'empreses de fabricació de material elèctric, 9 d'empreses de fabricació d'altres productes industrials, 37 d'empreses de construcció, 40 d'empreses de comerç i reparació d'automòbils, 5 d'empreses de transport, 41 d'empreses d'hostatgeria i restauració, 3 d'empreses d'informació i comunicació, 8 d'empreses financeres, 10 d'empreses immobiliàries, 7 d'empreses de serveis, 85 d'entitats de l'administració pública i 9 d'empreses classificades com a «altres activitats de serveis».
Dels 71 establiments de servei als particulars que hi havia el 2009, 1 era una oficina d'administració d'Hisenda pública, 1 gendarmeria, 2 oficines de correu, 4 oficines bancàries, 5 tallers de reparació d'automòbils i de material agrícola, 5 paletes, 3 guixaires pintors, 11 fusteries, 5 lampisteries, 4 electricistes, 1 empresa de construcció, 2 perruqueries, 21 restaurants, 4 agències immobiliàries, 1 tintoreria i 1 saló de bellesa.
Dels 28 establiments comercials que hi havia el 2009, 1 era una botiga de més de 120 m², 5 botiges de menys de 120 m², 5 fleques, 3 carnisseries, 1 una llibreria, 1 una botiga d'equipament de la llar, 1 una botiga de mobles, 8 botigues de material esportiu, 2 botigues de material de revestiment de parets i terra i 1 un drogueria.
L'any 2000 a Beaufort hi havia 78 explotacions agrícoles que ocupaven un total de 3.572 hectàrees.

## Equipaments sanitaris i escolars
L'únic equipament sanitari que hi havia el 2009 era una farmàcia.
El 2009 hi havia 1 escola maternal i 2 escoles elementals. Beaufort disposava d'un col·legi d'educació secundària amb 249 alumnes.

## Poblacions més properes
El següent diagrama mostra les poblacions més properes.